# American curl
American curl är en kattras, som först upptäcktes år 1981 i Kalifornien. Den första curlen var en hittekatt med underligt bakåtböjda öron. I sin första kull hade honan två kattungar med likadant bakåtböjda öron som hon. En avelsplan gjordes upp och numer är american curl en egen ras. 

## Utseende
Katten är medelstor med bakåtböjda öron, som är kattens speciella kännetecken. Ögonen är stora och runda. Utseendet beror på en genetisk mutation och lär inte vara besvärligt för katten. Dess päls är meddelång och slät. Svansen är yvig och öronen är välbehårade. American curl finns både i en korthårig och en semilånghårig variant och alla färger och mönster är tillåtna.

## Personlighet
En sällskaplig, intelligent och lekfull katt som inte kräver ständig uppmärksamhet.

## Historia
Den första american curl var en hittekatt med bakåtböjda öron på en farstutrappa i Rugas i Lakewood, Kalifornien i juni 1981. En svart hona, Shulamith, födde en kull ungar med samma bakåtböjda öron, och blev stammoder till alla american curls som finns idag. 1986 visades en american curl på en kattvisning för första gången, och 1992 fick den långhåriga american curl mästerskapsstatus av The International Cat Association (TICA). År 1999 blev american curl den första rasen som fick tillträde till Cat Fanciers' Association (CFA):s mästerskapsklass i både långhårig och korthårig klass.